# Zakon biogeneze
Zakon biogeneze ili biogenetski zakon počiva na opažanju da je razvoj zametka kod kičmenjaka (uključujući i čoveka), tj. ontogeneza kratka rekapitulacija filogeneze. Definiciju je uspostavio nemački embriolog, filozof, najpoznatiji i gorljivi darvinist Ernest Hekel. Iako se kasnije uspostavilo da nema potpuno univerzalno značenje, još ostaje jedan od najočitijih embrioloških dokaza evolucije i njenih dokaza uopšte.